# Gemfire
Gemfire (conhecido no Japão como Royal Blood) é um jogo de estratégia medieval em turnos para o MSX, NES, Supernes, Mega Drive/Genesis, e MS-DOS desenvolvido por Koei. O objetivo no jogo é unificar os reinos duma ilha fictícia pela força. Jogadores usam os soldados e cavaleiros, como também unidades de fantasia medieval como magos ou gárgulas para capturar o castelo a fim de controlar aquele território particular.

## História
O jogo acontece na Ilha fictícia de Ishmeria. Era uma vez, seis feiticeiros, cada um brandindo um tipo de magia, usando os poderes para proteger a ilha e manter a paz. Isto foi rompido quando eles foram desafiados coletivamente por um Dragão de Fogo, evocado por um feiticeiro em intenção de mergulhar o país em escuridão.
O dragão marinho de paz conhecido como o Pastha carregou os seis feiticeiros atrás com a tarefa de lutar. Eles tiveram sucesso, selando o Dragão de Fogo em um rubi ao topo de uma coroa, e eles mesmos se tornaram as seis jóias ao redor da base da coroa. A coroa, chamada Gemfire, era um símbolo de poder extremo e autoridade.
Quando Gemfire caiu nas mãos do agora Rei atual de Ishmeria, Eselred, ele buscou abusar o poder do objeto, usando isto para criar um reinado tirânico, instilando medo nos oprimidos súditos. Ishmeria entrou em desespero como o poder dele floresceu. Finalmente, a filha caçula dele, Princesa Robyn, não podendo mais aguentar assistir os atos dolorosos do pai—agarrou Gemfire e soltou as seis pedras preciosas, enquanto os fazendo atirar brevemente em cima no céu e círcular antes de se espalhar a partes diferentes de Ishmeria. Quando um Eselred furioso aprendeu das ações de Robyn, ele a trancou numa torre; mas era fútil como a ação já tinha sido terminado, e Robyn tinha feito o primeiro passo crucial para livrar o povo.
Enquanto isso, os seis feiticeiros cada jóia tomaram residência com uma família proeminente de Ishmeria. Os dois mais poderosos destes clãs é o Blanche, conduzido por Príncipe Erin e auxiliado por Zendor, Feiticeiro de Esmeralda e portador do Raio; e o Lyles, conduzido por Príncipe Ander e apoiado por Pluvius, Feiticeiro de Safira e Arremessador de Meteoros. Quatro outros clãs (Flax, Coryll, Crisalys e Molbrew) também tem os feiticeiros de Gemfire no princípio à disposição deles. Com o rompimento do feitiço em Gemfire, cada um destes clãs procuram destronar Eselred, reivindicar o trono e restabelecer ordem e paz a Ishmeria.

## O jogo
Ao início do jogo, o jogador tem a opção de selecionar um cenário e família. O cenário escolhido só muda o poder relativo e territórios das famílias, embora as famílias secundárias só estão presentes em um ou dois cenários. No final das contas, o jogador é acusado de conquistar o mapa inteiro.
O Gameplay é dividido na tela de mapa principal e telas de batalha individuais. Na tela de mapa, o jogador é permitido uma ação por turno (mês de jogo) por território. Com aquela ação, pode contratar  ou pode mover tropas, atualizar a economia do território ou defesas, se ocupar em ações diplomáticas (como sabotagem ou saque dum território vizinho), ou atacar um território vizinho adjacente.
Ao atacar ou ser atacado por um inimigo, o foco troca então àquela batalha. O jogador move companhias individuais de tropas sobre o mapa em um modo baseado em turnos; certas unidades podem construir cercas para manter os inimigos do lado de fora. Um exército ganha se a bandeira inimiga é capturada, todas as unidades inimigas são derrotadas, ou o exército inimigo fica sem comida.

## As quintas unidades
As quintas unidades auxiliam as unidades normais; são mais poderosas que as mesmas. As principais são ao magos, que já vem geralmente com a família que você escolhe: Pluvius, Zendor, Empyron, Skulryk, Scylla e Chylla. Se você for um bom governante que se preocupa com seu povo (dando a eles comida regularmente com a opção Give food), o dragão marinho Pastha irá servi-lo voluntariamente.
Estas unidades são gratuitas e não consomem dinheiro para mantê-las; no entanto, você só pode usa-las a cada 3 turnos.
Outras unidades podem ser alugadas (Hire monster) de acordo com o território que você está administrando. Eles são os Orks, Skeletons, Bugbear, Olog-hais, Fachan, Gargoyles, Ogre, Wyvern, Lizards, Spearmen, Shooters, Pikemen, Gunners, Lancers e Warriors. Estas unidades são mercenárias; para tê-las, você deve gastar uma certa soma em dinheiro e ter a mesma quantia para mantê-las a cada turno, mas tem a vantagem que podem ser usadas a cada fase em vez dos magos.